# Pietà di Luco
La Pietà di Luco è un dipinto a olio su tavola (238x198 cm) di Andrea del Sarto, databile al 1523-1524 e conservato nella Galleria Palatina di Firenze.

## Storia
Nel 1523, per sfuggire a una pestilenza, l'artista si rifugiò con la famiglia a Luco di Mugello,  grazie all'aiuto dell'amico Antonio Brancacci. Qui lavorò per il monastero femminile di San Pietro, dove la badessa, Caterina di Tedaldo della Casa, gli commissionò una grande pala col tema del Compianto. Nel disegnarla si ispirò abbastanza fedelmente a quella di una decina d'anni prima di Fra Bartolomeo, a sua volta derivata dal Compianto sul Cristo morto di Perugino: tutte e tre le tavole si trovano oggi alla Galleria Palatina. Avviata nell'autunno 1523, la pala dovette essere completa entro l'ottobre 1524, quando è registrato il pagamento di 80 fiorini all'artista. La data dietro l'altare, il 1527, indica probabilmente solo la collocazione della pala, tra festeggiamenti solenni.
Nel 1782 Pietro Leopoldo si offrì di acquistare il dipinto per 2400 scudi e una copia fatta eseguire da Sante Pacini (entro il 1783), che oggi si trova ancora in loco, nella cornice originale, che contiene pure la predella, della seconda metà del Cinquecento. Inizialmente destinata agli Uffizi, nel 1795 la Pietà di Andrea del Sarto fu scambiata con la Madonna delle Arpie. Trasferita a Parigi durante l'occupazione napoleonica (1799), è tornata a Firenze nel 1815.

## Descrizione
Una roccia che declina da sinistra verso destra fa da sfondo al Compianto sul Cristo morto, o Pietà. Gesù dopo la crocifissione viene adagiato sul sudario e la pietra dell'unzione, prima di essere messo nel sepolcro che si intravede a sinistra, nel dolore generale: Giovanni apostolo gli tiene la schiena, la Madonna un braccio e Maria Maddalena, che ha i gomiti piegati e le mani intrecciate portate al viso, sta vicino ai suoi piedi e lo guarda attonita.
Partecipano alla scena tre santi: san Pietro, titolare del monastero, un santo maschile in rosso, san Paolo, e una santa Caterina d'Alessandria, riconoscibile per la ruota spezzata, nelle cui fattezze si celerebbe un ritratto della badessa committente. In primo piano si trova il calice eucaristico, che chiarisce come il corpo di Cristo sia venerato presente nell'eucaristia: un tema particolarmente adatto a una pala d'altare, che si ritrova, negli stessi anni, accennato anche in altre pale come la Deposizione di Pontormo o il Cristo morto compianto da quattro angeli di Rosso Fiorentino.
In basso, nel bordo più vicino all'altare, l'artista dipinse il calice eucaristico, a voler rimarcare il significato di redenzione del sacrificio di Cristo che si rinnova nel rito dell'eucaristia.
In alto a destra si apre un leggero paesaggio di colline che sfumano in lontananza e una città turrita azzurina.

## Stile
In questa prova Andrea del Sarto ammantò le figure di una nuova monumentalità, derivata dall'esempio michelangiolesco, e di colori brillanti alla Raffaello, colpiti però da una luce forte che crea inaspettati bagliori a cangiantismo, tipici della prima "maniera" di Pontormo e Rosso Fiorentino, i due più brillanti allievi del Sarto con cui insturarò un rapporto di confronto/sfida.
Sapiente è la composizione dei personaggi, con rimandi l'un l'altro lungo le due diagonali, che si intersecano dietro la figura di Cristo. Il pathos scaturisce dall'atmosfera sospesa e le emozioni trattenute, piuttosto che su una vera e propria manifestazione di dolore dei personaggi.